# Åter-Stugutjärnen (Överlännäs socken, Ångermanland, 700000-158340)
Åter-Stugutjärnen är en sjö i Sollefteå kommun i Ångermanland och ingår i Ångermanälvens huvudavrinningsområde.